# Pallacanestro Brescia
Pallacanestro Brescia is een professionele basketbalclub uit Brescia in Italië die uitkomt in de Lega Basket Serie A. De club won haar eerste grote prijs in 2023, toen ze bekerwinnaar werden door in de finale te winnen van Segafredo Bologna met 84-76.

## Erelijst
- Landskampioen Italië:
  - Tweede: 2025

- Bekerwinnaar Italië: 1
  - Winnaar: 2023

- Supercupwinnaar Italië: 
  - Runner-up: 2023

## Sponsornamen
- 2009-2016: Centrale del latte di Brescia
- 2016-heden: Germani